# Stralsunder Straßennamen/D
Dies ist ein Verzeichnis der Straßennamen der Hansestadt Stralsund.
Das Verzeichnis nennt den Namen der Straße und (in Klammern) den Ortsteil. Dazu wird eine Erläuterung (Jahr der Benennung, Grund) zum Straßennamen gegeben. Wegen der großen Anzahl an Straßen wurde das Verzeichnis nach den Anfangsbuchstaben der Straßennamen aufgeteilt. Unter „Allgemeines“ finden Sie die Einleitung und Erläuterungen zu den Straßennamen allgemein.
Beispiel: Den Amanda-Weber-Ring finden Sie unter A.
- Damaschkeweg (Tribseer / Tribseer Siedlung)

Benannt nach Adolf Damaschke. Er war Pädagoge und Bodenreformer. Ein direkter Bezug zu Stralsund besteht nicht. Vorher trug diese erst in der ersten Hälfte des 20. Jahrhunderts angelegte Straße drei andere Namen. Zuerst hieß sie Mittelweg, ab 1938 Schlageterstraße, 1945/46 Stettiner Weg und erst ab 1946 Damaschkeweg.
- Damitzer Straße (Knieper / Kniepervorstadt)

Benannt nach dem Gut Damitz. Dieses Gut war von 1635 bis zum Ende des Zweiten Weltkrieges ein ländliches Besitztum des Stralsunder Johannisklosters. Damitz ist heute ein Ortsteil der Gemeinde Kramerhof im Landkreis Vorpommern-Rügen.
- Dänholmstraße (Franken / Frankenvorstadt)

Benannt nach der Insel Dänholm. Die Insel liegt im Strelasund zwischen dem Festland und der Insel Rügen.
- Danziger Straße (Grünhufe / Grünthal-Viermorgen)

Benannt nach der Stadt Danzig. Das Wohnviertel erhielt nach der politischen und ökonomischen Wende in der DDR überwiegend Namen norddeutscher Städte, mit denen Stralsund zur Zeit der Hanse eng verbunden war.
- David-Ike-Weg (Knieper / Knieper Nord)

Benannt nach dem Stralsunder Bürgermeister David Ike (* 1683, † 1755), der dieses Amt von 1740 bis zu seinem Tod ausübte.
- Demminer Straße (Grünhufe / Grünthal-Viermorgen)

Benannt nach der Stadt Demmin. Das Wohnviertel erhielt nach der politischen und ökonomischen Wende in der DDR überwiegend Namen von Städten, mit denen Stralsund zur Zeit der Hanse eng verbunden war.
- Der Weg vom Tribseer nach dem Frankentor

ehemaliger Straßenname, siehe Knöchelsöhren
- Deviner Park (Süd / Devin)

- Dorfstraße (Süd / Devin)

- Dr.-Wilhelm-Külz-Straße (Knieper / Kniepervorstadt)

Die Straße wurde Mitte der 1920er Jahre als Kankelsche Privatstraße angelegt. Der Stralsunder Bauunternehmer Kankel hatte hier Häuser gebaut. 1925 wurde die Straße wegen ihrer Nähe zum Stadtwald umbenannt in Waldstraße. Am 22. April 1948 wurde sie nach dem am 10. April desselben Jahres verstorbenen deutschen Politiker Dr. Wilhelm Külz benannt. Ein direkter Bezug zu Stralsund besteht jedoch nicht.
- Dregerstraße

ehemaliger Straßenname, siehe Jacobiturmstraße
- Drigger Weg (Süd / Andershof)

Benannt nach dem Ort Drigge auf der Insel Rügen.
- Drosselweg (Lüssower Berg / Am Lüssower Berg)

Benannt nach den Drosseln. Die Straßen dieses Stadtviertels wurden überwiegend nach einheimischen Vogelarten benannt.